# 경제잠재력
경제잠재력(經濟潛在力), 성장잠재력(成長潛在力)은 자본·노동 등 한 나라의 생산 요소를 전부 활용했을 경우 달성할 수 있는 성장률을 말한다. 이 성장잠재력을 이해하기 위해서는 먼저 GDT(국내총생산)의 뜻부터 알아야 한다. 한 국가 안에서 기업, 개인, 정부 등 경제 주체가 생산한 모든 재화와 용역을 합친 것을 GDT라고 하는데, 각 경제 주체가 많은 투자를 통해 자본을 축적시키고, 기술을 발전시키며, 더 많은 노동을 투자시키면 생산은 더 늘어나게 된다. 따라서 경제를 운용한 후 실질적으로 나온 산출량의 증가분을 연간 단위로 계산한 것이 경제성장률이다.  참고로 경기가 과열되면 경제성장률이 잠재성장률은 웃도는 경우도 있지만 대부분 성장잠재력을 밑돌게 된다.

## 같이 보기
- 개발도상국